# Abutilon austroafricanum
Abutilon austroafricanum är en malvaväxtart som beskrevs av Bénédict Pierre Georges Hochreutiner. Abutilon austroafricanum ingår i släktet klockmalvor, och familjen malvaväxter. Inga underarter finns listade i Catalogue of Life.